# جولیا کاترین استیمسون
جولیا کاترین استیمسون (به انگلیسی: Julia Catherine Stimson، زاده ۲۶ مه ۱۸۸۱ - درگذشته ۳۰ سپتامبر ۱۹۴۸) یک پرستار آمریکایی بود که به عنوان یکی از چندین نفری شناخته می‌شود که پرستاری را به یک حرفه رساند.

## اوایل زندگی
جولیا کاترین استیمسون در ۲۶ مه ۱۸۸۱ در ووستر، ماساچوست به دنیا آمد. پدر و مادر او کشیش هنری ای. استیمسون و آلیس بارتلت استیمسون بودند. او پنج خواهر و برادر داشت: دکتر باربارا بی استیمسون، دکتر فیلیپ ام. استیمسون، السی استیمسون اسمیت، لوسیل استیمسون هاروی و هنری بی. استیمسون. او همچنین دختر عموی نخست‌وزیر جنگ و وزیر امور خارجه هنری ال. استیمسون بود. او مدرک لیسانس خود را از کالج واسر در سال ۱۹۰۱ دریافت کرد، سپس در سال ۱۹۰۸ مدرکی را از مدرسه آموزش پرستاران در بیمارستان نیویورک دریافت کرد. او تعدادی پست اداری در شهر نیویورک و میسوری داشت و در سال ۱۹۱۷ مدرک کارشناسی ارشد خود را از دانشگاه واشینگتن در سنت لوئیس دریافت کرد. او در آوریل ۱۹۱۷ برای خدمت سربازی داوطلب شد.

## پیشه نظامی

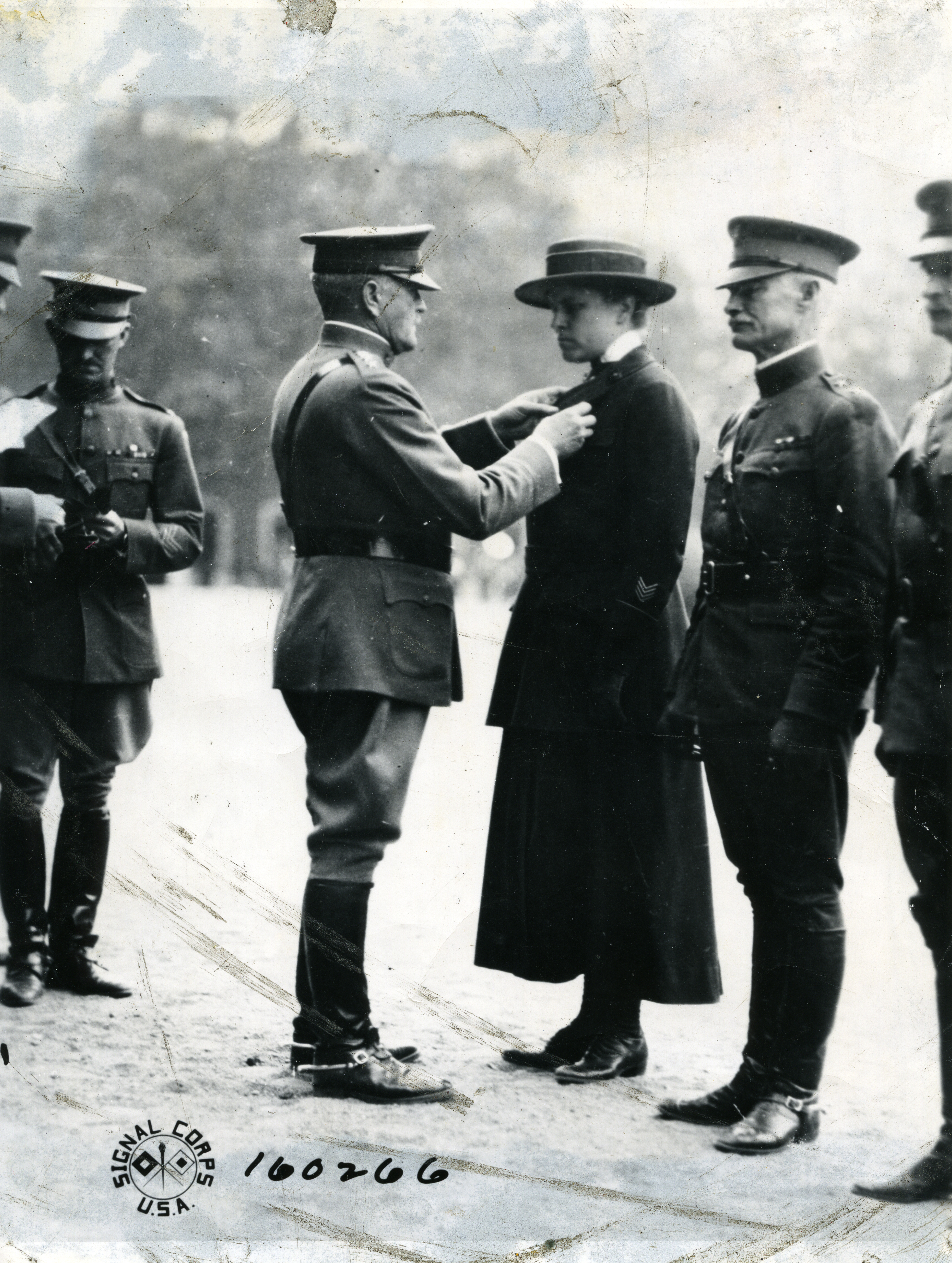
ژنرال جان جی. پرشینگ، درحال اعطا کردن نشان خدمات برجسته به استیمسون.

به عنوان سرپرست پرستاری ارتش ایالات متحده آمریکا در طول جنگ جهانی اول، استیمسون اولین زنی بود که به درجه سرگرد در ارتش ایالات متحده آمریکا رسید. مری تی. سارنکی، نویسنده کتاب «تاریخچه پرستاری ارتش ایالات متحده آمریکا» (مطبوعات پن، ۱۹۹۳) نوشت: «استیمسون به‌طور فعال یک ایدئولوژی فمینیستی را در چندین زمینه منحصر به فرد ظالمانه و پدرانه زندگی می‌کرد - خانه طبقه بالای ویکتوریایی، محیط بیمارستانی در اوایل قرن بیستم و تأسیسات نظامی در اوایل قرن بیستم.»
هزاران پرستار زن در سپاه نام‌نویسی کردند و از جنگ به عنوان پرستاری حرفه‌ای و کهنه سرباز بازگشتند. به استیمسون مدال خدمات برجسته ایالات متحده آمریکا اعطا شد، که توسط ژنرال جان جی. پرشینگ ارائه شد. او همچنین نشان صلیب سرخ سلطنتی را نیز دریافت کرد. اگرچه استیمسون در سال ۱۹۳۷ از ارتش بازنشسته شد، اما پس از شروع جنگ جهانی دوم به عنوان رئیس شورای پرستاری دفاع ملی بازگشت و نسل جدیدی از زنان را برای خدمت به عنوان پرستار استخدام کرد. او در سال ۱۹۴۸، اندکی قبل از مرگش، به درجه سرهنگ کامل ارتقا یافت. استیمسون، که از سال ۱۹۳۸ تا ۱۹۴۴ به عنوان رئیس انجمن پرستاری ایالات متحده آمریکا خدمت کرد، در سال ۱۹۷۶ به تالار مشاهیر آن انجمن معرفی شد.
مقالات او در آرشیو مرکز پزشکی ویل کورنل نیویورک نگهداری می‌شود.

## افتخارات
- مدال خدمات برجسته
- مدال پیروزی جنگ جهانی اول
- مدال کمپین آمریکایی
- مدال پیروزی جنگ جهانی دوم
- صلیب سرخ سلطنتی (بریتانیا)
- مدال فلورانس نایتینگل (1929)[۹]

### نقل‌قول مدال خدمات برجسته
رئیس‌جمهور ایالات متحده آمریکا، با مجوز قانون کنگره، ۹ ژوئیه ۱۹۱۸، از تقدیم مدال خدمات برجسته ارتش به پرستار ارشد جولیا سی. استیمسون، پرستاری ارتش ایالات متحده، برای خدمات فوق‌العاده شایسته و ممتاز به دولت ایالات متحده، در یک وظیفه با مسئولیت بزرگ در طول جنگ جهانی اول به عنوان رئیس پایگاه شماره ۱. پرستار ارشد استیمسون توانایی سازماندهی و مدیریت قابل توجهی را در زمانی که آن واحد در حال خدمت فعال با نیروهای بریتانیا بود، از خود نشان داد. در زمانی که پرستار ارشد صلیب سرخ آمریکا در فرانسه بود، تعهد او به وظیفه استثنایی بود. وی پس از انتصاب به عنوان مدیر خدمات پرستاری نیروهای اعزامی آمریکا، وظایف سختی را با انرژی آشکار انجام داد و به نتایج درخشانی دست یافت. در طول خدمات کارآمدی که او ارائه کرد، از هزاران بیمار و مجروح به درستی مراقبت شد.